# José de Jesús Pimiento Rodriguez

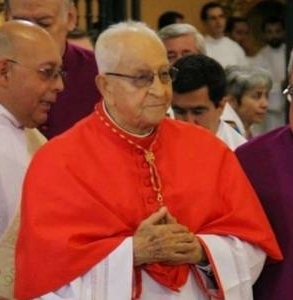
Kardinal Pimiento Rodriguez

Kardinalswappen von José de Jesús Pimiento Rodriguez

José de Jesús Kardinal Pimiento Rodriguez (* 18. Februar 1919 in Zapatoca; † 3. September 2019 in Floridablanca) war ein kolumbianischer Geistlicher und römisch-katholischer Erzbischof von Manizales. Seit dem Tod von Loris Francesco Capovilla am 26. Mai 2016 war er der älteste lebende Kardinal, seit dem Tod Jan Van Cauwelaerts am 18. August 2016 war er zudem der nach Weihedatum dienstälteste Bischof der römisch-katholischen Kirche.

## Leben
José de Jesús Pimiento Rodriguez begann seine priesterliche Ausbildung am Priesterseminar von San Gil, wo er von 1936 bis 1937 Philosophie studierte. Von 1938 bis 1941 studierte er Theologie am Priesterseminar von Bogotá und empfing am 14. Dezember 1941 die Priesterweihe durch Ismael Perdomo Borrero, den damaligen Erzbischof von Bogotá. Er war zunächst in der Seelsorge tätig, unter anderem an der Kathedrale von San Gil. Von 1943 bis 1944 war er Lehrer am Priesterseminar des Bistums Socorro y San Gil. Seit 1947 war er für die Katholische Aktion tätig.
Papst Pius XII. ernannte ihn am 14. Juni 1955 zum Weihbischof in Pasto und Titularbischof von Apollonis. Der Erzbischof von Bogotá, Crisanto Kardinal Luque Sánchez, spendete ihm am 28. August desselben Jahres die Bischofsweihe. Mitkonsekratoren waren der Bischof von Pasto, Emilio Botero González, und der Bischof von Socorro y San Gil, Pedro José Rivera Mejía.
Papst Johannes XXIII. ernannte ihn am 30. Dezember 1959 zum Bischof von Montería. Er nahm an allen vier Sitzungsperioden des Zweiten Vatikanischen Konzils teil.
Papst Paul VI. ernannte ihn am 29. Februar 1964 zum Bischof von Garzón-Neiva. Am 22. Mai 1975 ernannte ihn Papst Paul VI. zum Erzbischof von Manizales. Von 1972 bis 1978 war er Präsident der kolumbianischen Bischofskonferenz. Zuvor war er dort unter anderem Präsident der Bischöflichen Kommission für Glaubens- und Moralfragen. Es gelang ihm, das pastorale Leben im Erzbistum Manizales zu stärken, indem er Reformen des Zweiten Vatikanischen Konzils umsetzte. Außerdem gründete er ein Zentrum für Evangelisierung und Katechismus.
Am 15. Oktober 1996 nahm Papst Johannes Paul II. seinen altersbedingten Rücktritt an. Anschließend war Pimiento Rodriguez als Missionar im Bistum Apartadó tätig. Von 2001 bis 2003 war er Apostolischer Administrator seines Heimatbistums Socorro y San Gil. Er lebte zuletzt in Bucaramanga.
Im feierlichen Konsistorium vom 14. Februar 2015 nahm ihn Papst Franziskus in Abwesenheit als Kardinalpriester mit der Titelkirche San Giovanni Crisostomo in das Kardinalskollegium auf. Das rote Birett sowie den Kardinalsring empfing er am 28. Februar desselben Jahres durch Rubén Salazar Kardinal Gómez sowie den Apostolischen Nuntius Ettore Balestrero in seiner kolumbianischen Heimat.
Kardinal Pimiento Rodriguez starb am 3. September 2019 an den Folgen eines wenige Tage zuvor erlittenen Herzinfarkts.

## Ehrungen und Auszeichnungen
- Großkreuz des Ritterordens vom Heiligen Grab zu Jerusalem, verliehen durch Kardinalgroßmeister Edwin Frederick O’Brien (2015)[5]